# Municipio de Smyrna (condado de Carteret)
El municipio de Smyrna (en inglés: Smyrna Township) es un municipio ubicado en el  condado de Carteret en el estado estadounidense de Carolina del Norte. En el año 2010 tenía una población de 787 habitantes.

## Geografía
El municipio de	Smyrna se encuentra ubicado en las coordenadas 34°49′8.58″N 76°30′32.73″O / 34.8190500, -76.5090917.